# Toerjek
Toerjek is een bestuurslaag in het regentschap Sumenep van de provincie Oost-Java, Indonesië. Toerjek telt 3614 inwoners (volkstelling 2010).